# 张靖 (1974年)
张靖 (1974年1月—)，山西文水人，山西大学光电所所长和量子光学与光量子器件国家重点实验室主任、教授，主要从事超冷原子、以及激光技术等方面的研究工作。入选中华人民共和国教育部2009年度"长江学者"特聘教授，2020年獲科学探索奖。